# 金の十字架演説
金の十字架演説（英：Cross of Gold speech）は、1896年7月9日にシカゴで開催された民主党全国大会で、ネブラスカ州の元下院議員ウィリアム・ジェニングス・ブライアンが行った演説である。「自由な銀」を支持し、これが国家の繁栄をもたらすと信じたブライアンは、演説中において金本位制を批判し、演説の最後に「金の十字架の上に人類を磔にしてはならない」と主張した。この演説により、ブライアンは3度（1896年、1900年、1908年）に亘り民主党大統領候補に指名されることに成功した。
20年間、アメリカ人は国家の通貨基準をめぐって激しく意見が分かれていた。アメリカが1873年から実質的に導入していた金本位制は、貨幣供給量を制限する一方で、イギリスなどの他国との貿易を緩和していた。しかし、多くのアメリカ人は、バイメタリズム（金と銀の両方を法定通貨にすること、金銀複本位制）が国の経済の健全性を保つために必要だと考えていた。1893年の金融パニックは議論を激化させ、民主党のグロバー・クリーブランド大統領が党内の多くの意向に反して金本位制を支持し続けると、活動家たちは民主党の組織を乗っ取り、1896年には銀本位制を支持する候補者を指名しようと決意を固めた。
ブライアンは、大会前まではほとんど支持を得られなかったダークホース候補だった。党の綱領に関する討論会の最後に行われた彼の演説は、大会を熱狂させ、彼が大統領候補になるだけでなく、本選挙でも当選するだろうとの評判を呼んだ。しかし、総選挙ではウィリアム・マッキンリーに敗れ、この政権下で1900年に米国は正式に金本位制を採用した。

## 背景

### アメリカ合衆国における貨幣基準
1791年1月、議会の要請を受けて、アレクサンダー・ハミルトン財務長官が通貨に関する報告書を発表した。当時の米国には造幣所がなく、外国の硬貨が使われていた。ハミルトンは、複本位制に基づく通貨制度を提案したが、この制度では、新しい通貨は一定量の金またはそれ以上の量の銀と同じになる。ハミルトンは、貴金属価格の変動に応じて随時調整が必要であることを理解していたが、もし国家の価値の単位を貨幣に使われる2つの貴金属のうちの1つだけで定義してしまうと、もう1つの貴金属は単なる商品としての地位を失い、価値を蓄えることができなくなると考えていたのである。彼はまた、造幣局の設立を提案し、市民が金や銀を提示して、それを貨幣に紐付けて受け取ることができるようにした。1792年4月2日、議会は1792年造幣局法を可決した。この法律は、新しい国家の価値の単位を定義し、ドルとして知られるようになった。新しい通貨の単位は、金24.75グレーン（1.604g）または銀371.25グレーン（24.057g）相当と定義され、金と銀の価値の比率は15:1となった。また、この法律によりアメリカ合衆国造幣局も設立された。
19世紀初頭、ナポレオン戦争による経済的混乱により、米国の金貨は貨幣としての価値よりも地金としての価値が高くなり、国外流出が深刻化した。この不足に対し、政府当局は事態を明確に理解していなかったために対応が進まなかった。1830年、サミュエル・インガム財務長官は、米国通貨の金と銀の比率を欧州諸国と同じ15.8:1に調整することを提案した。1834年になって連邦議会が金と銀の比率を16.002:1に変更した。これは、米国の金貨や銀貨を輸出することが不経済になるほど市場価値に近いものであった。カリフォルニア・ゴールドラッシュの反動で銀価格が金に比べて上昇すると、銀貨は額面以上の価値を持ち、溶かして銀地金として売るために急速に海外に流れていった。テネシー州選出下院議員（後の大統領）アンドリュー・ジョンソンの反対にもかかわらず、1853年には少額銀貨の貴金属含有量が削減された。造幣局では銀貨の価値が低くなっていたため、貨幣として使用されることはほとんどなかった。
1873年の貨幣法は、標準的な1ドル銀貨を廃止した。また、銀地金を造幣局に提示し、流通貨幣の形で返還することを認めていた法律上の規定も廃止された。硬貨法を可決したことで、議会は複本位制を廃止した。1873年のパニックの経済的混乱の中、銀価格は大幅に下落したが、造幣局は銀地金を法定通貨に交換することを認めず、銀の生産者は不満を募らせ、多くのアメリカ人は、複本位制がなければ国の繁栄は達成できず、かつそれを維持できないと考えるようになった。彼らは、1873年以前の法律に戻すことを要求した。これは、造幣局が提供された銀をすべて受け取り、銀ドルに打ち付けて返還することを要求するものであった。これはマネーサプライを膨らませることになり、支持者たちは、国家の繁栄を高めると主張した。批評家は、このような政策の導入に伴うインフレは労働者に害を与え、賃金は物価が上がるほどには上がらず、「グレシャムの法則」の運用は金を流通から追い出し、米国を事実上の銀本位制にするだろうと主張した。

### 「フリーシルバー」に向けた初期の試み

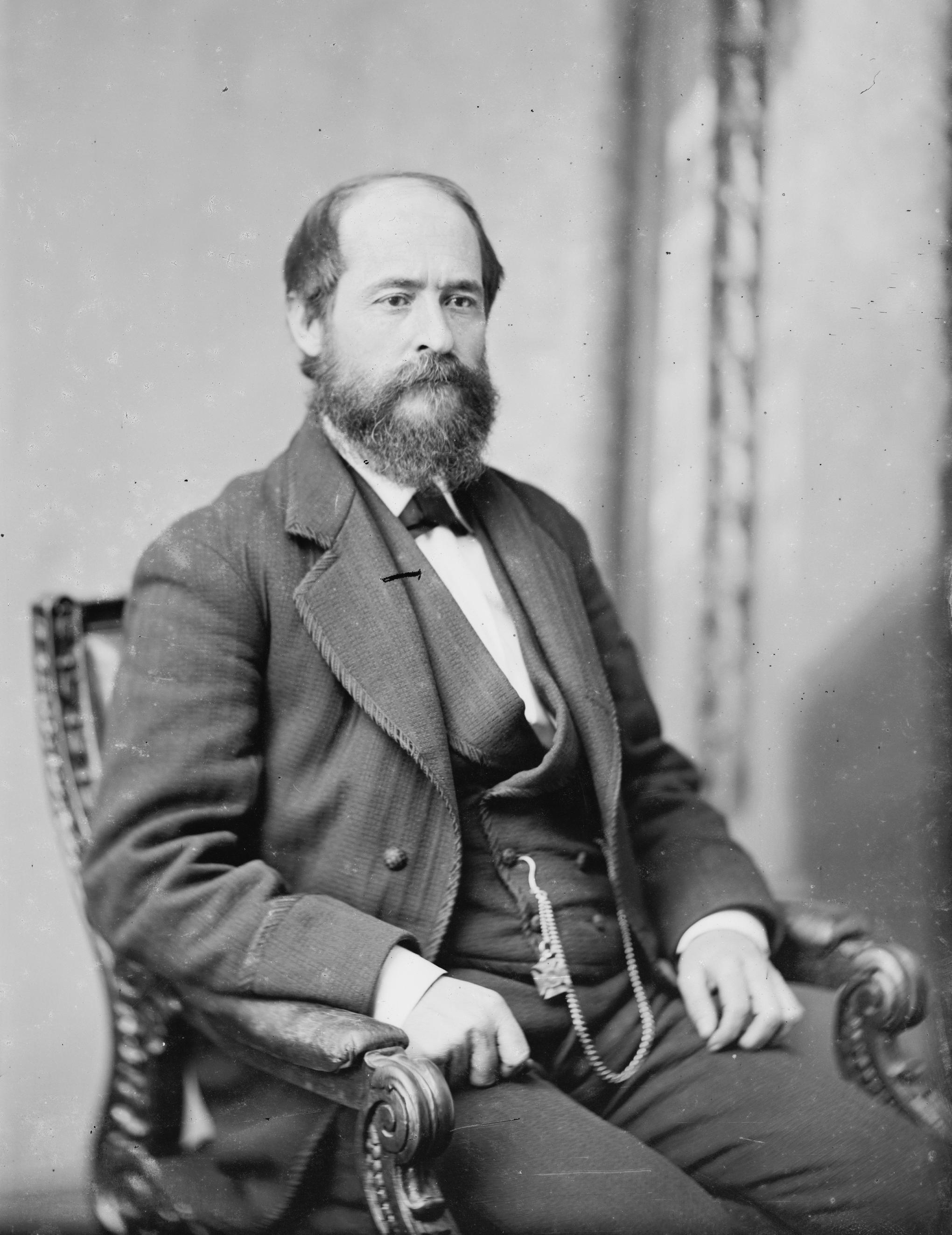
リチャード・ブランド下院議員

1873年に制定されたこの法律は、銀の自由化を支持する人々にとって、「73年の犯罪」として知られるようになった。銀の自由を擁護する勢力は、ミズーリ州のリチャード・ブランド下院議員などの議会指導者とともに、銀地金の預託者が銀地金をコインの形で受け取れるようにする法案の可決を求めた。ブランドが提唱したこの法案は1876年と1877年に下院を通過したが、上院では2回とも否決された。1878年初頭に行われた3回目の試みは、再び下院を通過し、上院で修正された後、最終的には両院を通過した。この法案は、アイオワ州の上院議員ウィリアム・B・アリソンによって修正されたもので、1873年の規定を覆すものではなかったが、財務省が月に最低200万ドルの銀地金を購入することを義務付けた。銀はドル硬貨に打ち込まれ、流通されるか、あるいは銀券の裏付けとして使用された。ブランド・アリソン法は、ラザフォード・ヘイズ大統領の拒否権を乗り越え、1878年2月28日に議会で制定された。
しかし、ランド・アリソン法が施行されたからといって、銀貨の無料化を求める声が高まるわけではなかった。1880年代には、穀物やその他の農産物の価格が急落した。銀の支持者たちは、穀物の価格が生産コストを下回って下落したのは、政府が一人当たりの貨幣供給量を十分に増やすことができなかったためだと主張した。金本位制の支持者たちは、生産と輸送の進歩がこの下落を招いたとしていいる19世紀後半には、自由放任主義の正統性が若い経済学者によって疑問視されるようになり、経済学の見解が分かれた。
1890年には、シャーマン銀貨購入法により、政府による銀貨購入が大幅に増加した。政府は、この法律に基づいて発行された銀貨や国庫紙幣を金で償還することを約束した。この約束に従って、政府の金準備はその後3年間で減少した。1893年の経済危機にはいくつかの原因があったが、クリーブランド大統領はシャーマン法によるインフレが大きな要因であると考え、シャーマン法を廃止するために臨時議会を招集したが、議論の結果、両大政党では銀派と金派の間に大きな分裂が見られた。クリーブランドは、金でしか購入できない債券を発行して財務省を補充しようとしたが、ほとんど効果がなく、金は紙や銀の通貨と交換するために引き出され続けたため、公的債務を増やすことになった。国民の多くは、国債が国ではなく銀行家の利益になると見ていた。銀行家は、金本位制はデフレ下であり、債権者としてはそのような通貨で支払われることを好んだが、債務者はインフレ通貨での返済を好んだ。
1893年に始まり、1896年まで続いた恐慌の影響は、多くのアメリカ人を破滅に追いやった。25％にも達したと推定される失業者の救済は、教会やその他の慈善団体、労働組合に委ねられた。農家は破産し、彼らの農場は借金を返済するために売却された。貧しい人々の中には、病気や飢餓で死んだ者、あるいは自殺者もいた。

### 指名獲得を狙うブライアン
シャーマン法の廃止に反対する人々の中には、ネブラスカ州の下院議員ウィリアム・ジェニングス・ブライアンがいた。当時は演説家として知られていたが、ブライアンは常に自由な銀貨鋳造を支持していたわけではなく、1892年には「ネブラスカ州の人々が銀貨に賛成していたから賛成した」と述べた。1893年になると、彼の銀に対する見解は変化し、下院の議場で、銀購入法の廃止に反対する3時間の演説を行った。その結論として、ブライアンは歴史を遡った。
現在のような危機が発生し、当時のナショナルバンクが国の政治を支配しようとしていたとき、神はアンドリュー・ジャクソンという偉大な敵に立ち向かう勇気を持った人物を育て、それを打倒することで自らを国民の偶像とし、民主党を国民の信頼のもとに復活させたのです。今日の決断はどうなるのだろうか。民主党は歴史上最大の成功を収めた。この勝利の頂点に立って、日の出に顔を向けるのか、それとも日没に顔を向けるのか。祝福か呪いか...生か死か...どちらを選ぶのか？どっちなんだ？
法律が廃止されたにもかかわらず、経済状況は改善されず、1894年には労働争議が起きた。クリーブランド大統領はプルマン・ストライキを終わらせるためにイリノイ州に連邦軍を派遣した。鉄道従業員はストライキに同調してプルマンの車両を扱うことを拒否していたため、この行動は国の鉄道路線を麻痺させる恐れがあった。大統領のこの行動は、民主党のイリノイ州知事ジョン・アルトゲルドの反対を受けた。労働争議におけるクリーブランドの行動と銀に対する妥協のない態度に憤慨したアルトゲルドは、1896年にクリーブランドの再指名に反対する民主党員の組織化を始めました。アルトゲルドと彼の支持者は、クリーブランドと彼の党を区別するように有権者に促したが、民主党は1894年の中間選挙で下院で113議席を失い、多数党が一度の選挙で失った議席数としては史上最大となった。共和党は下院と上院の両党で多数党に復帰し、1913年までは一般投票ではなく州議会によって選出されていた上院でも支配権を獲得した。上院選に敗れたのは、ネブラスカ州のブライアンであった。
ブライアンは長い間、大統領選に立候補することを計画していた。1896年にはまだ36歳（大統領選挙の被選挙権は35歳以上と規定されている）であったが、銀の問題が彼を党の指名争いだけでなく本選挙勝利まで導いてくれると信じていた。彼は全国の聴衆に向けて精力的に遊説を行った。彼の演説は多くの人に感動を与え、後に彼の反対者の中にも、ブライアンは今まで聞いた中で最も説得力のある演説者だったと認めた。1894年12月、ブライアンは議会での演説の中で、「私は金の十字架の上に人類を磔にするのを手伝わない」と述べ、「金の十字架」というフレーズを初めて使用した 。
ブライアンは1896年以前は無名だったという説もある。ブライアンは関税と銀の問題についての演説家としてよく知られていたが、実際はそうではなかったというものである。『レビュー・オブ・レビューズ』の編集者であるアルバート・ショーは、ブライアンが指名された後、多くの東部の人々がブライアンのことを聞いたことがないと公言したというこの説に対し、「もし彼らがブライアン氏のことを知らなかったとすれば、過去8年間のアメリカ政治の流れをよく知らなかったことになる。ブライアン氏は、民主党の下院議員を2期務めたとき、誰が見ても下院の民主党側で最も聡明で最強の演説家であった。その後のネブラスカ州での上院議員選挙運動は注目に値するものであり、多くの点で目立っていた。」と指摘し、この迷信を否定している。
1894年の選挙の余波で、アルトゲルドらを中心としたフリーシルバー勢力が民主党のマシーンを乗っ取ろうとし始めた。歴史家のスタンレー・ジョーンズは、1896年の選挙の研究の中で、西部の民主党員は、たとえ1894年に党が議会の過半数を維持していたとしても、クリーブランドに反対していただろうと示唆している。ブライアンの伝記作家パウロ・E・コレッタは、「この年（1894年7月～1895年6月）は、災難、崩壊、革命の連続であったが、それぞれの危機がブライアンを助けたのは、それが党内の分裂を引き起こし、クリーブランドの指から滑り落ちた党の覇権を争うことを可能にしたからである」と書いている。
恐慌から立ち直り切っていなかった1896年初頭、既存の2つの主要政党への不満が広がっていた。ほとんどが民主党員であったが、一部は極左のポピュリスト党に入党した。西部の州の共和党員の多くは、東部の共和党員が金本位制に強い忠誠心を持っていることに失望し、自分たちの党を結成することを考えた。1896年6月、共和党が元オハイオ州知事のウィリアム・マッキンリーを大統領候補に指名し、「健全な貨幣」（国際協定で修正されない限りは金本位制）を強く支持する綱領を彼の要求で可決したとき、多くの「銀共和党」が大会から脱退した。その先頭に立ったのがコロラド州の上院議員ヘンリー・M・テラーで、彼はすぐに民主党の指名候補として話題になった。
ブライアンは、もし指名されれば、強力なシルバー・キャンペーンを展開して、不満を持つ人々を団結させることができると信じていた。しかし、彼の戦略の一部は、大会の最後の瞬間まで目立たないようにすることであった。彼は、全国大会の代議員に手紙を送り、銀の支持を促し、彼の写真、文章、演説のコピーを同封した。ジョーンズは、ブライアンの講演活動は1896年の基準では政治的なものとはみなされていなかったが、現代の測定基準では、彼は他の有名な候補者よりもはるかに積極的に選挙運動を行っていたと指摘している。

歴史家のジェームズ・A・バーンズは、歴史誌の記事の中で、ブライアンの立候補と選挙運動について生じた説を指摘し、ブライアンの努力は大会の前から実を結んでいたと述べている。
1896年4月までには、多くの個人がブライアンの指名のために静かに活動していた。イリノイ州では回覧板が配布され、ネブラスカ州、ノースカロライナ州、ミシシッピ州、ルイジアナ州、テキサス州、アーカンソー州、その他の州の信奉者たちが、友人たちの中にブライアンを選ぶように促していた。しかし、ブライアンが力を発揮したのは、協調的な行動や公然とした行動ではなく、代議員たちの友好的な素質にあった。

### 代議員選挙
1896年の民主党全国大会は、南北戦争後のアメリカの歴史の中でも特にユニークな出来事があった。シカゴで開催された全国大会への代議員を選出するための各州大会では、再選候補者になるかどうかを表明していない現職の大統領を否認する動きが相次いだのである。バーンズによると、
南部と西部の人々は、長年にわたって「1873年の罪」の重大さを確信しており、銀を特権のゴルディアスの結び目を断つ剣とみなすようになって久しい。数ヶ月ではなく数年分の不平不満が、1896年の春と初夏に行われた各州の民主党大会の決定的な行動に反映されていた。
多くの州大会では、党綱領中の複本位制を支持することを誓った代議員が選出された。金の民主党は北東部のいくつかの州で成功を収めたが、他の州ではほとんど成功しなかった。一部の州の演説者はクリーブランドを罵倒し、サウスカロライナ大会ではクリーブランドを非難した。クリーブランドは声明を発表して民主党の有権者に金本位制を支持するよう促したが、次に開催されるイリノイ州の大会では、全会一致で銀を支持した。ブライアンのネブラスカ州など、一部の州では金と銀の派閥が対抗する代表団を大会に送り込んだ。

## 1896年大統領選挙

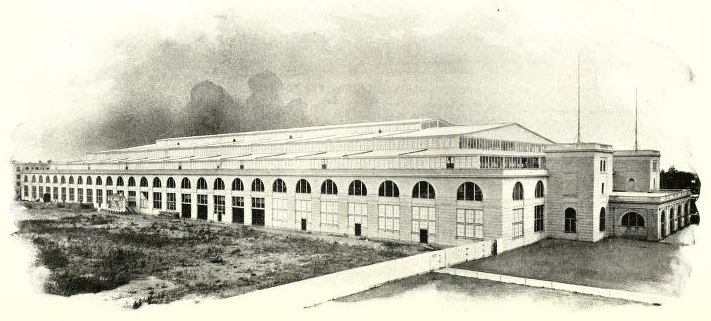
大会会場となったシカゴ・コロシアム

1896年の民主党大会は、1896年7月7日にシカゴ・コロシアムで開幕した。正式な開会に先立ち、銀支持派と（数では圧倒的に劣る）金支持派が戦略を練るために多くの活動が行われた。銀支持派は、1895年に結成された民主党全国複本位制委員会（Democratic National Bimetallic Committee）の支援を受けていたが、これは民主党の銀支持派がクリーブランドに反乱を起こすのを支援するために結成された包括的なグループであった。金支持派は大統領にリーダーシップを求めていたが、クリーブランドは党内のほとんどの者を信頼していたため、金本位制の活動および指名争いにはこれ以上関与せず、大会期間中はニュージャージー沖で釣りをするほどの呑気ぶりであった。
複本位制委員会は、大会のあらゆる側面を統制し、少数派の金支持派が権力を握るという脅威を排除するために、慎重に計画を立てていたが、委員会はこの準備を秘密にせず、公然と行っていた。この買収は、大統領候補の選択よりもはるかに重要と考えられていたため、委員会は、誰が指名競争に勝つべきかについては何の立場もとらないことにしたが、銀支持が圧倒的であることを認識していた金支持の党員は自発的に勢力争いから降りる傾向にあった。
ブライアンはシカゴに到着しても大々的に行動を起こすことをせず、質素なホテルに部屋を取った。ネブラスカ人は後に、シカゴでの滞在中の支出を100ドル以下と計算している。しかし、彼はすでに演説の準備を始めていた。7月5日の夜、ブライアンはテラー上院議員への支持を求めてコロラド州の代表団の訪問を受けた。彼らは申し訳なさそうに立ち去っていったが，ブライアンが指名を求めていたことを知らなかった。

### 党内指名候補争い
銀派は自分たちの信念を共有する候補者を指名したいという願望があり、また、いくつかの州が代議員に特定の候補者に投票するよう指示していたにもかかわらず、大会に向けて圧倒的な人気候補者は不在であった。指名に必要な代議員の3分の2の票があれば、ほぼすべての銀派が同じ候補者に投票しなければならず、成功を保証することはできなかったが、金派の組織的な支持があれば、銀派の候補者のチャンスは大きく損なわれてしまう状況であり、事実上金派が拒否権を持っていた。
民主党の大統領候補として選挙運動を展開したのはジョン・カーライル財務長官だけであったが、彼は誰が党を率いるかよりも党の綱領を重視していたため支持を集められず、4月に撤退を余儀なくされた。しかし、6月後半になっても、民主党全国委員会（DNC）を支配していた金勢力は、候補者が親金派である可能性を信じ続けていた。クリーブランドの友人で元郵便局長のドナルド・M・ディッキンソンは、1896年6月に大統領に手紙を出し、代議員たちが「常識」を認め、過激派を指名するという考えに怯えないようにしてほしいと懇願した。
銀運動の指導者の一人にイリノイ州知事のアルトゲルドがいたが、ドイツ出身の彼は憲法上、大統領職に就くことができなかった。大会に向けては、ブランド・アリソン法を発案したブランド元下院議員と、アイオワ州のホレス・ボイーズ元知事の2人が有力候補となり、ブランドが優勢とされた。この2人の候補者は、代議員票を確保するために組織を結成した唯一の候補者であったが、どちらも資金不足であった。二人とも支持獲得にあたり問題を抱えていた。61歳のブランドは時代遅れの人物と見られていたし、ボイズは元共和党員で、かつて複本位制を批判したこともあった。他にはイリノイ州のアドレー・E・スティーブンソン副大統領、ケンタッキー州のジョセフ・ブラックバーン上院議員、テラー上院議員、ブライアンなど、支持率が低いと見られていた候補者が多数いた。

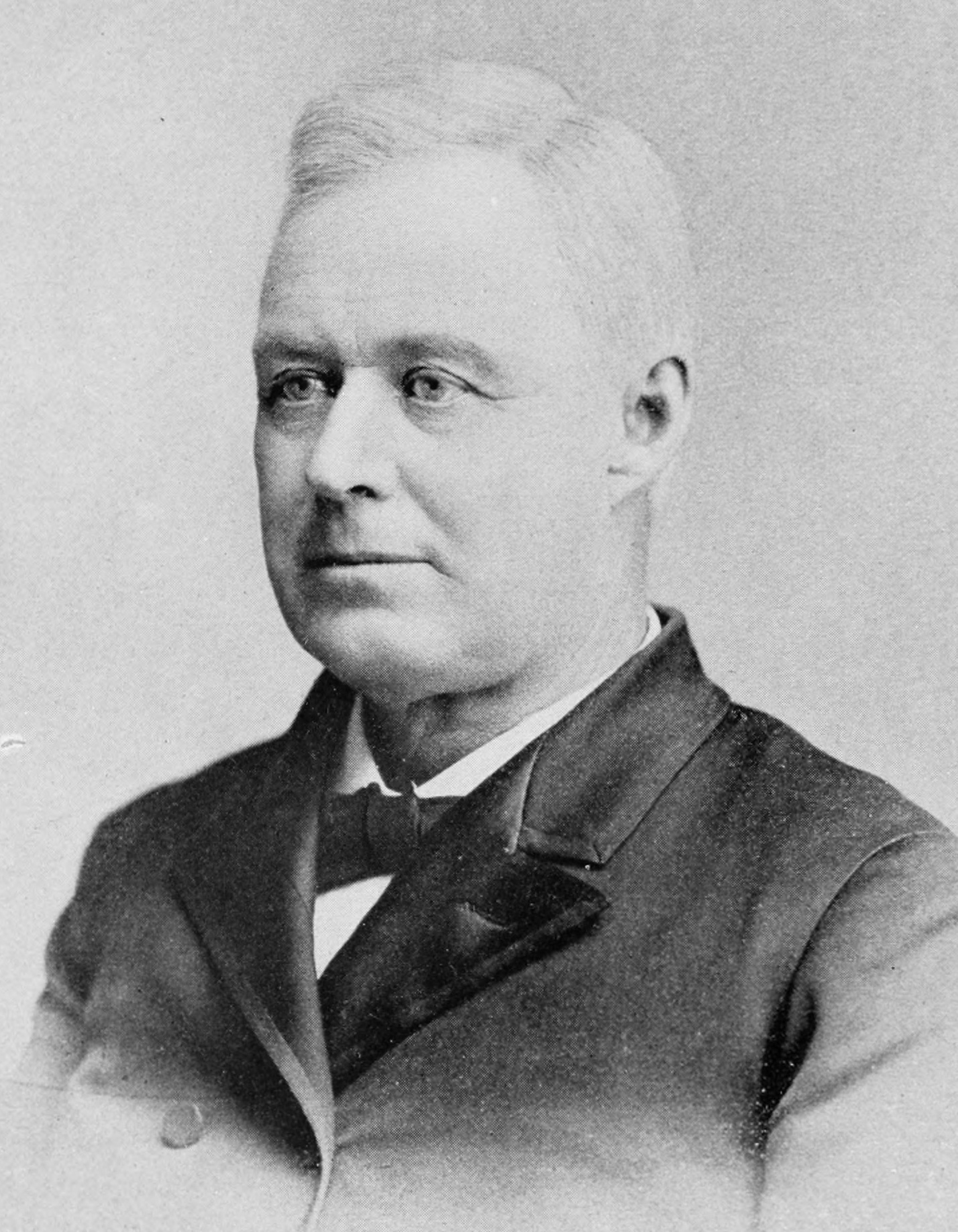
元アイオワ州知事のホレス・ボイーズは、1896年の民主党大統領候補の主要な候補者であった。

### 銀派の主導権掌握
ブライアンは指名を獲得するため、代議員の目には彼が論理的な候補者と映るような演説をしようとしていたが、その道中で障害に直面した。それは、1896年の大会時点で正式な党員身分を持っていなかったことであった。DNCは、最初に代表団の席を決定したが、金に強いネブラスカ州の代表者を選んでいた。ブライアンは委員会室の外で待機していたが、27-23の投票でライバルが着席したとき、その結果に「やや驚いた」と証言している。DNCの行動は覆される可能性があったが、大会の信任状委員会が報告するまでは覆されなかった。しかし、バーンズは、大会での銀の強さのために、委員会による行動は結果には重要ではないと考えた。
このように、銀の力を疑う人は、臨時委員長の選挙結果を読むだけで、銀の力を疑うことができます。金の男たちは、党の機械を持っていたが、反対派に対抗する力も力もなかった。彼らができるのは、党が壊れた伝統の屈辱と、確立された支配の転覆を免れるように懇願することだけだった。それにもかかわらず、バージニア州のジョン・W・ダニエル上院議員が圧倒的な投票で臨時議長に選ばれ、信任状委員会が任命され、ブライアンと彼の争うネブラスカ州の代表団が選出された。
ブライアンは幸運にも恵まれていた。たしかに、彼はシルバーナイトによって様々な大会での役割を検討されたが、毎回選ばれなかった。例えば、臨時議長職であれば、彼は基調講演を行うことができるはずであったが、上述したように大会開始時に席がなかった（党員資格がなかった）ブライアンは臨時議長に選出されなかった。しかしブライアンはこのことを全く損ではないと考えていた。大会の焦点は党の綱領と、その採択に先立って行われる討論にあった。党綱領は、反乱軍の長い闘争の末にクリーブランドと彼の政策を否定することを象徴するものであり、ブライアンは党綱領で討論会を終わらせようと決意していた。着席したブライアンは、ネブラスカ州の決議委員会（一般的には「プラットフォーム委員会」と呼ばれる）の代表として、討論会の各側に80分を割り当てられ、ブライアンが演説者の一人として選ばれた。サウスカロライナ州の上院議員ベンジャミン・ティルマンがもう一人の賛成派の演説者となった。ブライアンは討論会の終了を希望していたが、上院議員は閉会の挨拶には長すぎる50分間の発言を希望した。結局ブライアンの要請を受けて代わりに討論会を開くことに同意したため、ブライアンは壇上での最後の演説者となった 。
代議員たちは、各委員会の作業が終わるのを待つ間、最初の2日間の大半を様々な演説者の話に耳を傾けていた。その中で、シルバーの支持者であるブラックバーン上院議員だけが大きな反響を呼んだが、それは一時的なものであった。代議員はアルトゲルトやブライアンのようなより有名な演説者を求めたが、それは叶わなかった。イリノイ州知事は辞退し、ネブラスカ州知事はいったん着席した後、パーマーハウスで開かれた演説委員会で大会の議場から離れて過ごした。
1896年7月9日、大会3日目の冒頭で演説会の討論が始まった。会議は午前10時に開始される予定だったが、ホテルからコロシアムまでの長い移動時間と、最初の2日間の疲れからか、代議員たちが時間通りに到着しなかったため、議事は10時45分まで開始されなかった。それにもかかわらず、一般入場口の外には大群衆が集まり、ギャラリーはすぐに満員になった。大会が開始されると、決議委員会の委員長であるアーカンソー州の上院議員ジェームズ・K・ジョーンズは、多くの代議員の歓声の中、提案された綱領を読み上げた。

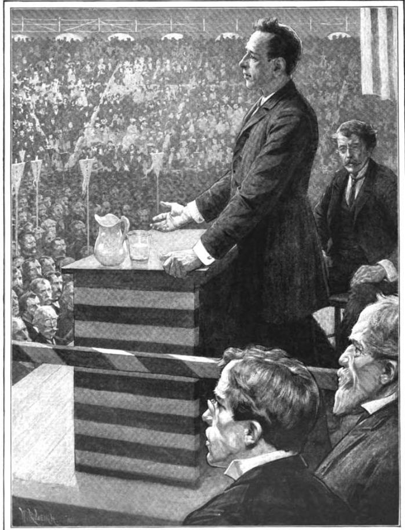
1900年の版画では、前マサチューセッツ州知事のウィリアム・E・ラッセルがブライアンの前に立ち、大会で演説する姿が描かれている。

"ピッチフォーク・ベン"・ティルマンは、彼のニックネームに恥じないように、南北戦争の始まりにおける彼の故郷の州の役割に言及することから始まった扇動的な演説で銀を支持したが、彼の演説があまりにもセクショナリズムに満ちていたので、ほとんどの銀の代表者は彼を支持していると見られるのを恐れて沈黙したままであった。ティルマンの演説は、ブライアンの演説を除いて唯一の銀の支持者となる予定だったが、あまりにも評判が悪く、演説を予定していなかったジョーンズ上院議員は、銀は国家的な問題であると主張する短い演説を行った。
次に金の支持者であるニューヨークのデビッド・B・ヒル上院議員が登場した。ヒルが演壇に移動したとき、記者の友人がブライアンにセクショナリズム的修辞なしで愛国的なスピーチをするように促したメモを渡し、ブライアンは、「あなたを失望させることはありません」と答えた。ヒルは金を擁護する穏やかなスピーチを行い、一部の代議員を動揺させた。この後、金派の議員であるウィスコンシン州上院議員ウィリアム・ヴァイラスと元マサチューセッツ州知事ウィリアム・E・ラッセルが続いた。ヴァイラスはクリーブランド政権の政策を長々と弁護したが、ラッセルはヴァイラスの演説が自分の時間を削ってしまうのではないかと心配し、金の支持者に与えられた時間を10分延長するように要求した。ブライアンは、自分の時間を同じくらい延長することを条件に、これに同意した。「そして、それは私が演説するために必要だった」とブライアンは後に書いている。「私の人生の中でこのような機会に恵まれたことは一度もなかったし、再びこのような機会に恵まれるとは思ってもいなかった」。
ヴァイラスはすぐにクリーブランドの擁護を聞きたくない聴衆の支持を失った。ラッセルの演説はコロシアムの大部分の聴衆には聞き取れなかった。金派の議員たちが演説している間、ブライアンは胃を落ち着かせるためにサンドイッチを食べていた。別の記者が彼に近づいてきて、誰が当選すると思うかと尋ねた。「厳密には機密事項であり、公表のために引用してはならないが、私が当選するだろう」と答えたという。

### 大会におけるブライアンの演説
ラッセルが締めくくると、金派の代表者たちから強い拍手が沸き起こり、ブライアンが演壇に上がると、聴衆は期待に胸を膨らませた。聴衆が落ち着くのを待つブライアンの姿に、大きな歓声があがった。それまでのブライアンの遊説によって、彼は有名な銀支持の代議士として知られており、今大会では、代議員たちにとって最重要課題であった銀を効果的に主張する者はここまでまだいなかったこともあって余計に期待された。1896年の民主党大会を研究した政治学者リチャード・F・ベンゼルによると、「銀支持者たちはこの戦いに勝つことを知っていたが、それにもかかわらず、彼らと金支持者たちに、なぜ銀を綱領の中心に据えなければならないのかを伝える者を必要としていた」という。ベンゼルは、「ポンプは準備ができていただけでなく、爆発する準備ができていた」と指摘する。ブライアンの草稿は、前の週にネブラスカ州クレタで行った演説の内容に似ていたが、大会は彼に発言権を与えた。

ブライアンは柔らかく語り始めた。
もしこれが単なる能力の測定であるならば、私はあなた方が話を聞いた著名な紳士たちに対抗して私自身を紹介するのは僭越であろうが、これは人と人との間の争いではありません。この国で最も謙虚な市民が正義の鎧を身にまとっているときは、すべての誤りのホストよりも強いのです。私は自由の原因と同じくらい神聖な原因、つまり人類の原因を守るためにあなた方に話をしにきました。

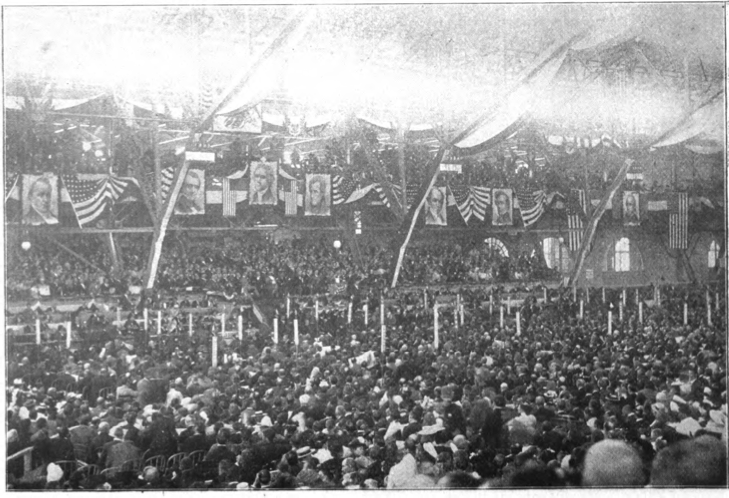
1896年民主党全国大会の様子

演説の冒頭では、自分自身に個人的な名声はないと主張したが、自身を銀のスポークスマンとして位置づけた。ベンゼルによると、この自虐的な表現が代議員たちを無力化するのに役立ったという。ブライアンは指名候補者の主要な候補者とはみなされていなかったため、候補者に固執している代議員であっても、自分の忠誠を裏切ることなく彼を応援することができたのである。ブライアンはその後、自由銀運動の歴史を説明した。演説の間中、ブライアンは代議員たちを掌の上で転がすことに成功し、彼らは合図とともに歓声を上げた。ネブラスカ人は後に、聴衆を訓練された聖歌隊のようだと書いている。歴史的な演説を締めくくるとき、ブライアンは銀の代議員たちに、「議論するためでも、討論するためでもなく、この国の平凡な人々がすでに下した裁きを確認するために来たのだ」と思い起こさせた。

ブライアンは南北戦争を連想させる言葉で続け、「この大会では兄は弟に対して、父は子に対して配列されている」と聴衆に伝えた。彼が真摯な口調で話すと、彼の声ははっきりと大きな声で会場に響き渡った。彼は、大会が個人的なものであることを否定し、彼は金本位制を支持する人々に悪意を持っていないと主張した。しかし、彼は金の代表者に向かって、「あなた方が我々の前に来て、我々があなた方のビジネス上の利益を妨害しようとしていると言うとき、我々はあなた方があなた方のコースによって我々のビジネス上の利益を妨害したと答える」と述べた。金派たちは、演説の間、細心の注意を払い、ブライアンの演説に感謝の意を示した。その後、ブライアンは、特に東洋での金融利益と結びついた金派たちの反対に対抗して、銀の支持者が自分たちの主張をする権利を擁護した。彼の発言は名目上はラッセルの指摘に対応したものであったが、ブライアンは前の晩にこの議論を思いついており、それ以前の演説ではそれを使っていなかった。彼はいつもこれを演説中の最高のポイントと考えており、その締めくくりが特に聴衆からの反応を高めていた。
私たちは、あなた方がビジネスマンの定義をあまりにも限定的なものにしていることを指摘したい。賃金労働者は、雇用主と同じようにビジネスマンであり、田舎町の弁護士は、大都会の会社の顧問弁護士と同じようにビジネスマンであり、十字路の店の商人は、ニューヨークの商人と同じようにビジネスマンです。朝出て一日中働き、春から始めて夏まで働き、頭脳と筋肉を使って国の天然資源を使って富を生み出す農民は、貿易委員会に行って穀物の価格に賭ける人と同じくらいビジネスマンです。千フィートもの深さの地中に潜ったり、２千フィートもの高さの崖の上に登ったりして、隠れている場所から貴金属を取り出して貿易ルートに流通させる鉱山労働者は、奥の部屋で世界のお金を勘定する少数の金融王と同じくらいビジネスマンです。私たちは、このより広い範囲のビジネスマンについて話すようになるのです。 
この一節を通して、ブライアンは庶民と都会に住むエリートとの対比を維持した。彼が農民のことを指していることは、比較を重ねていくうちに明らかになり、会場は割れんばかりの拍手と歓声で埋め尽くされた。彼の同情的な比較は、働き者の農民と都会の実業家を対比させたもので、ブライアンは後者をギャンブラーに仕立て上げた。聴衆が演説に応えて振るハンカチで会場は真っ白になり、彼が話を続けるのに数分かかった。会場にいた警察官は銀への熱狂を共有していなかったが、報道陣（その中には熱狂に巻き込まれたメンバーもいた）は、まるで観客が自分たちに反旗を翻そうとしているかのように立っていたと評している。ブライアンが再開すると、鉱夫と惨めな人を比較した彼の話は再び聴衆を熱狂させたが、歓声のためにまたしても数分間話を続けることができなかった。会場にいた農民の一人は、ポピュリストと評されるブライアンの演説に興味がなく帰ろうとしていたが、周囲から演説を聞いていくように説得された。彼はブライアンの言葉を聞いて痛く感動し、帽子を空中に投げ上げ、目の前の席をコートで叩き、"My God! My God! My God!"と叫んだ  。

ブライアンは、銀支持者の請願権を確立した上で、その請願が否定されない理由を説明した。
我々が話すのはこれらの人たちのためです。我々は侵略者として来たのではない。私たちの戦争は征服の戦争ではありません。私たちは、私たちの家、家族、そして後世の人々を守るために戦っているのです。我々は請願したが、請願は軽蔑され、懇願したが、懇願は無視され、嘆願したが、災難が来た時には嘲笑された。私たちはもう懇願も嘆願も請願もしない。私たちは彼らに逆らうのだ！
この行動を呼びかけたことで、ブライアンは妥協のヒントを一切捨て、急進的で偏向的な演説家のテクニックを採用し、銀と金の勢力の間に共通点を見出すことができなかった。彼はその後、一般的な言葉でしか話さなかったが、綱領の残りの部分を擁護した。彼は、彼がワーテルローの戦いの記念日に党指名を受けたことに注目して、ナポレオンに似ていると言われているマッキンリーをあざ笑った。綱領と共和党について議論しているときの長い一節は、聴衆を落ち着かせ、会場内に彼の声を確実に聞くことができるようにした。ブライアンはまず銀の問題をより大義に結びつけようとした 。 
民主党はどちらの側で戦うのか、つまり「怠惰な資本家」の側で戦うのか、それとも「闘争する大衆」の側で戦うのか、ということである。それは、まず党が答えなければならない問題であり、その後は各個人が答えを出さなければならない。綱領に示されているように、民主党の同情は、民主党の基礎となっている「闘争する大衆」の側にある。
金支持派の州の代表団に対しては、次のように述べた。 
政府には2つの考え方がある。一つは、裕福な人々を繁栄させるためだけに法を制定すれば、その繁栄は下層の人々にも波及すると考える人、もう一つは、民主党の考え方である。民主党の考えでは、大衆を豊かにするために法を制定すれば、大衆の繁栄は、彼らの上にあるすべての階級を通って上に伝わっていくというものです。大都市が金本位制に賛成していると言うが、大都市は肥沃な大草原の上にあると答える。あなた方の都市を焼き払い、我々の農場を去れば、あなた方の都市は魔法のように再び立ち上がるでしょう。
この発言は大きな歓声を集め、ブライアンは、複本位制に関する妥協的な立場、すなわち、国際的な合意によってのみ達成されるべきだという立場を、修辞的に打ち砕くことになった。
これは1776年の問題の繰り返しです。我々の先祖は、まだ300万人だった頃、他国からの政治的独立を宣言する勇気を持っていました。いや、友よ、それは我々の国民の判断では決してないだろう。だから、どの路線で戦おうが気にしません。もし彼らが「複本位制は良いが、他の国が助けてくれないとできない」と言うならば、私たちはこう答える。イギリスが金本位制を導入したから金本位制を導入する代わりに、私たちが複本位制を復活させ、イギリスに複本位制を導入させる。もし彼らがあえて外野に出てきて、金本位制を良いことだと擁護するならば、我々は彼らと徹底的に戦うことになるでしょう。
ブライアンは以下のように演説を締めくくり、彼の伝記作家マイケル・カジンのフレーズを借りれば、「アメリカの歴史の見出しの中へ」足を踏み入れることになった。 
この国と世界の生産者である大衆を後ろ盾に、商業的利益、労働的利益、労働者のいたるところにいる労働者に支えられて、我々は金本位制を求める彼らの要求に応えようとしている。しかし、あなた方は労働者を「金の十字架」に張り付けてはならないのである。
ブライアンが最後の言葉を話すとき，イエスの十字架刑を思い起こしながら，両手をこめかみに置き，指を伸ばした。最後の言葉とともに，両腕を両脇に向かってまっすぐに伸ばし，そのポーズを約5秒間保った。そして、それを下げて演壇から降り、静寂の中で席に戻り始めた。

## 指名受諾と本選立候補

### 全国大会
ブライアンは後に、その沈黙を「本当につらかった」と表現し、一瞬、自分が失敗したのではないかと思ったという。彼が自分の席に向かって移動すると、コロシアムは文字通りお祭り騒ぎとなった。代議員たちは帽子、コート、ハンカチを空中に放り投げ、他の人たちは、各代議員と一緒に州名が書かれた旗を取り上げ、ネブラスカ州の旗のそばに差した 。ブライアンが演壇を後にするとき、警備していた2人の警察官が、この大混乱を予想して合流していたが、彼らはブライアンの元に殺到した代議員の群れで押し流されそうになり、彼を肩に担ぎ上げた。ワシントン・ポスト紙は「大混乱が勃発し、錯乱が最高潮に達した」と記録している。
秩序を回復するのに約25分かかったが、ベンセルによると、「大会会場を混乱させていた大規模なデモのどこかで、『政策としての銀』から『大統領候補としてのブライアン』への感情の移入が起こった」という。大会の新聞記事には、その瞬間に投票が行われていれば（多くの人が叫んでいたように）、ブライアンが大統領候補に選ばれていたであろうことは疑いの余地がなかった。ブライアンはジョーンズ上院議員からそれを許可するように促されたが、彼のブームが一夜限りのものであるとするならば、11月まで続くことはないだろうと言って拒否し、予定通り翌日の投票を求めた。彼はすぐに会場から退き、結果を待つためにホテルに戻った。大会はブライアンの不在の間に綱領を可決し、この日はひとまず休会となった。
翌7月10日の朝、投票が開始されたが、指名を勝ち取るには3分の2の得票が必要であった。ホテルに残ったブライアンは、ネブラスカ州の代表団に、彼に代わって取引をしないようにと注意した。1回目の投票では、14人の候補者の中でブライアンはブランドに次ぐ第2位となった 。2回目の投票では、ブライアンは依然として2位だったが、他の候補者の脱落による利益を得た。3回目の投票ではブランドがまだリードしていたが、4回目の投票ではブライアンがリードを奪った。ジョーンズによると、ブランドが勝てないことは明らかであり、ブライアンを止めることはできなかった。５回目の投票では、アルトゲルド知事が率いるイリノイ州の代表団が、ブランドからブライアンに乗り換えた。他の代表団も、ブライアンが指名されると見てこれに続き、勝利を確実なものにした。しかし、金支持の代議員のほとんどは大会を去るか投票を拒否したため、必ずしもブライアン勝利が民主党の総意というわけではなかった。

### 報道の反応

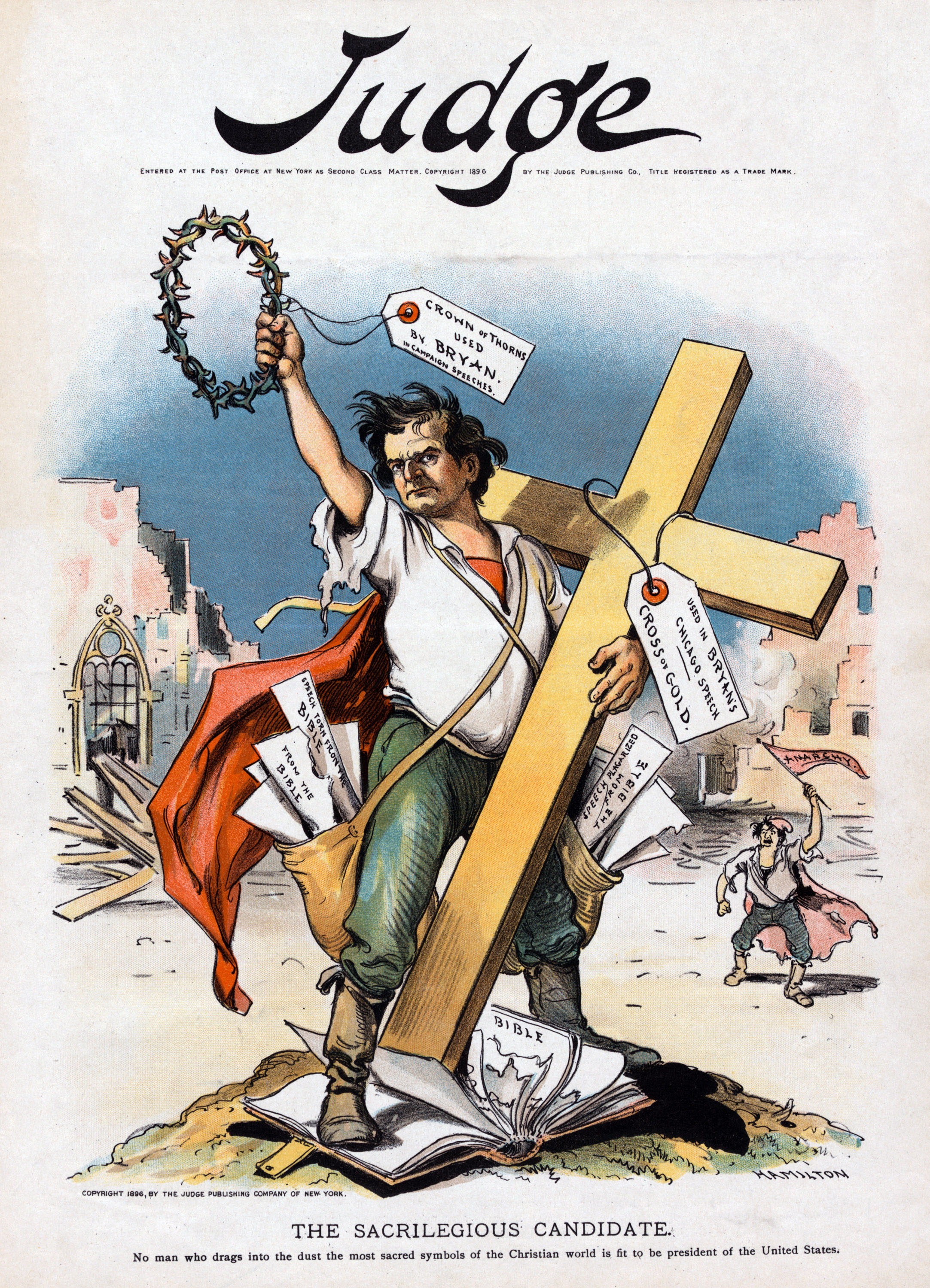
ジャッジ誌は、ブライアンが王冠と十字架をつけ、聖書を踏みつけている風刺絵で、この演説をキリストへの冒瀆と批判した。

当時の報道では、ブライアンの指名獲得は彼の雄弁さによるものだとするのがほとんどであったが、共和党やその他の金に好意的な新聞社は、彼のデマゴギーだと考えた。親銀派のクリーブランド・プレインディーラー紙は、ブライアンの演説を「雄弁で、心を揺さぶる、男らしいアピール」と呼んだ。シカゴ・トリビューン紙は、ブライアンは「火薬の痕跡に火をつけた」と報じた。セントルイス・ポスト・ディスパッチ紙は、この演説でブライアンは「自分自身を不滅のものにした」と評した。
ニューヨーク・ワールド紙によると、「狂気が綱領を支配したことで、ヒステリーが候補者を進化させるのはおそらく自然なことだった」という。ニューヨーク・タイムズ紙は、ブライアンを「ネブラスカ出身の才能あるお喋り好き」と軽蔑している。ブライアンがスピーチをした後、彼が指名されないだろうと予測した唯一の新聞社はウォール・ストリート・ジャーナル紙で、「ブライアンにも1日の終わりがある」と述べている。ブライアン支持ではないアクロン・ジャーナル紙と共和党紙は、「民主党の全国大会のように、たった一つの演説に左右されたり、影響を受けたりした全国大会はおそらくないだろう」と評している。

## 選挙運動とその余波
プルマン社はブライアンに自家用車を提供したが、彼は特定の会社からの好意を受けたくなかったので断った。リンカーンまで鉄道で移動すると、民主党の新候補者を一目見ようと線路のそばに立つ農民やその他の人々を目にした。彼は支持者から多くの手紙を受け取ったが、その中には彼への信頼を率直に表現したものもあった。あるインディアナ州の有権者は「神は貧しい人々を飢餓から救うためにあなたを我々の民衆の中に遣わされました」と書いた。アイオワ州のある農民はブライアンに宛てた手紙の中で、「あなたは私がこれまでに手紙を書いた最初の大物だ」と述べた。
マッキンリーはブライアンが候補者になる可能性が高いと聞いて、その報告書を「腐っている」と呼んで電話を切った。共和党の候補者は、指名後のブライアンへの支持が急増していることに気づくのが遅れており、自由銀運動は1ヶ月もすれば消えてしまうだろうとの見解を示した。マッキンリーや実業家で後に上院議員となるマーク・ハンナなどのアドバイザーたちは、この潮流が一過性のものではないことに気づくと、企業や富裕層からの集中的な資金調達を始めた。資金はスピーカー、パンフレット、その他の手段によって有権者に彼らの「健全な資金」キャンペーンを行うために使われた。マッキンリーよりもはるかに少ない資金で、ブライアンは、当時としては前例のない規模の列車による全国遊説に乗り出した。一方、マッキンリーは玄関先での選挙運動を選んだが、両者とも、会場で何十万人もの人々に演説した。
ブライアンの指名は党内を分裂させた。反体制派は自分たちの候補者を指名したのである。この分裂はブライアンを敗北に導くものと思われた。しかし、ブライアンは人民党と銀共和党の大会で支持を得た。ブライアンは選挙期間中、銀の問題に争点を絞り、他の問題についてはほとんど話さなかった。ブライアンは南部と西部の大部分で勝利を収めたが、人口の多い北東部と中西部でのマッキンリーの勝利が彼を大統領に導いた。民主党の候補者は労働者票の過半数を獲得することができなかったが、マッキンリーは労働者階級の地域と富裕層の地域で勝利を収めた。マッキンリーは60万票差で彼を上回ったが、ブライアンは過去のどの民主党大統領候補よりも多くの票を獲得した。
マッキンリーの就任後、新たな鉱脈の発見と精製方法の改善によって金の入手可能性が高まり、貨幣供給量が大幅に増加した。それでも1900年には連邦議会が金本位制法を可決し、米国は正式に金本位制に移行した。1900年の大統領選挙では、ブライアンは再び銀本位制を掲げて出馬したが、もはやこの問題で有権者の共感を得ることはできなかった。マッキンリーは1896年よりも簡単に勝利し、それまで銀支持であった西部にまで得票を広げた。

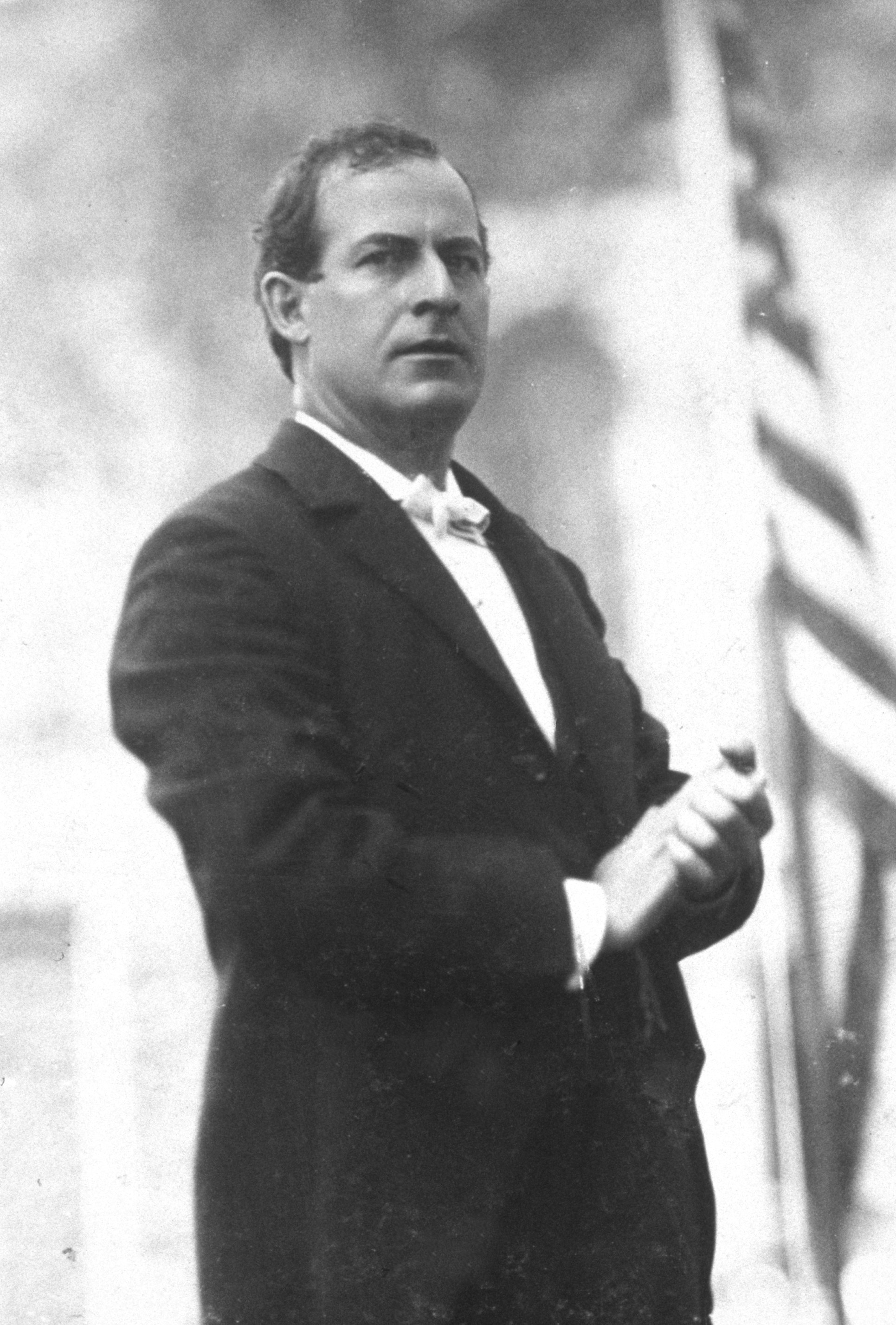
「金の十字架演説」から数ヶ月後、選挙運動中のブライアン。

## 後世への影響

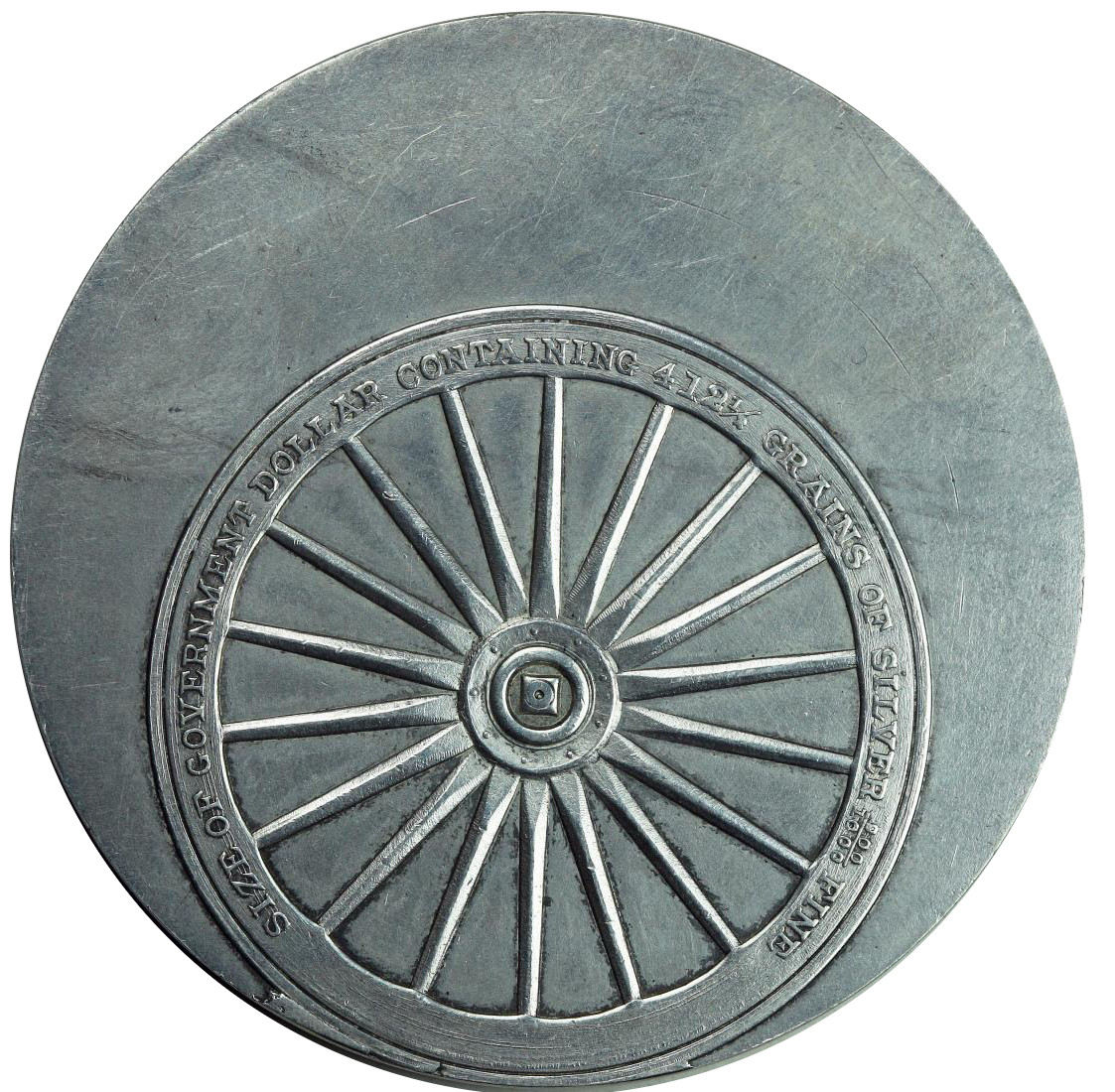
1ドル銀貨の大きさと1ドルで購入できる地金の量の違いを説明するために、反対派が発行した「ブライアン・ドル」。

ブライアンの演説は、アメリカ史上最も強力な政治演説の一つと考えられている。しかし、スタンレー・ジョーンズは、たとえブライアンが演説をしなかったとしても、彼は指名されていただろうと示唆した。ジョーンズは、民主党は人民党にアピールする候補者を指名する可能性が高いと考えており、そもそもブライアンは人民党の支持を得て議会に当選していた。修辞学の歴史家ウィリアム・ハーピンは、1896年の選挙運動の修辞学の研究の中で、「ブライアンの演説は、真の信者のための網を張ったが、これは真の信者のためだけのものだった」と述べている。ハーピンは、「ブライアンは、このような妥協のない方法で農耕民族や西部の人々にアピールすることで、11月の選挙で投票するであろう国民の聴衆を無視していた」と指摘している。ブライアンは演説でも立候補でも農業問題を強調したことで、1930年代まで民主党が政権から大きく離脱することなく、投票パターンを固めたとみられている 。
作家のエドガー・リー・マスターズはこの演説を「変化したアメリカの始まり」と呼んだ。ブライアンの言葉はその後の経済的・政治的哲学を生み出した。例えば、1930年代のヒューイ・ロングの「Share Our Wealth」プログラムは、ブライアンの演説中の「すべての人を王様に」という言葉から着想を得たと言われている。作家であり政治評論家でもあるウィリアム・サフィールは、彼の政治辞書の中で、「トリクルダウン経済学」（レーガン政権期に一般的となった）という言葉を、「政府は富裕層のために立法し、繁栄が下層の人々に『漏れ出る』ようにするべきだと考える人がいる」というブライアンの発言に起源があると主張している。歴史家のR・ハル・ウィリアムズは、演説の中でブライアンが提唱した「大衆のための立法が万人の繁栄につながる」という反対の哲学が、フランクリン・ルーズベルトのニューディールをはじめとする後の民主党大統領の国内政策にも影響を与えたことを示唆している。

ベンセルは、ブライアンの演説に対する代議員の反応を、彼らの信念に対する不確実性と結びつけている。
極めて現実的な意味で、演説会での銀政策の採用は、「経済学の法則」が将来的には中断され、銀支持者たちが金融市場で銀と金が実際には16対1の比率で取引されることを単に「意志」することができるというミレニアム世代の期待に似ていたのである。銀支持者たちは、このようにして、彼らがすでに必死になって信じようとしていたことを支えてくれるカリスマ的な指導者を探していた。彼らはそのリーダーを大会の中で創造したのであり、ブライアンを援助するには十分過ぎるものであった。